# Jean Tavé
Jean Tavé, né le 1er août 1856 à Tulle (Corrèze) et mort le 23 janvier 1925 à Nîmes (Gard), est un homme politique français.

## Biographie
Avocat à Tulle en 1880, il est conseiller municipal en 1884 puis maire de Tulle de 1892 à 1912. Il est député de la Corrèze de 1902 à 1914, inscrit au groupe radical-socialiste.
Le 19 décembre 1905, il devient l'un des secrétaires du comité exécutif du Parti républicain, radical et radical-socialiste (PRRRS).
Il est également conseiller général de 1906 à 1910. Battu lors des élections législatives de 1914, il devient conseiller à la cour d'appel de Nîmes.
Il est initié franc-maçon par la loge « L’intime Fraternité » à l'Orient de Tulle le 18 mars 1885. Vénérable de cette Loge de 1895 à 1923 puis conseiller de l'ordre du Grand-Orient de France de 1895 à 1898.

## Sources
- « Jean Tavé », dans le Dictionnaire des parlementaires français (1889-1940), sous la direction de Jean Jolly, PUF, 1960 [détail de l’édition]